# Spelaeodiscus hauffeni
Spelaeodiscus hauffeni is een slakkensoort uit de familie van de Strobilopsidae. De wetenschappelijke naam van de soort is voor het eerst geldig gepubliceerd in 1855 door F. Schmidt.